# Mando Central (Israel)
El Mando Central Israelí (en hebreo: פיקוד מרכ, Pikud Merkaz), a menudo abreviado como Pakmaz (פקמ"ז), es un mando regional de las Fuerzas de Defensa de Israel. Están bajo su mando las unidades y brigadas ubicadas en la Cisjordania ocupada (al sur del área de Judea y Samaria), Jerusalén, la Llanura de Sharon, Gush Dan y Sefelá. El comandante (Aluf) del Mando Central es el único que está autorizado para declarar nuevas ciudades en el área de Judea y Samaria.

## Historia
Durante la guerra árabe-israelí de 1948, el Mando Central estuvo a cargo de los esfuerzos de guerra contra Jordania, sobre todo en el camino a Jerusalén, ocupando el "Triángulo Pequeño" (este de la llanura de Sharon), Lod y Ramla. Durante la guerra de los Seis Días, el Mando condujo a la ocupación de Cisjordania, arrebatada a Jordania. A partir de la Primera Intifada, el Mando se dedica principalmente a las actividades de seguridad y lucha contra el terrorismo, así como las tareas militares más convencionales, en Cisjordania.

## Unidades

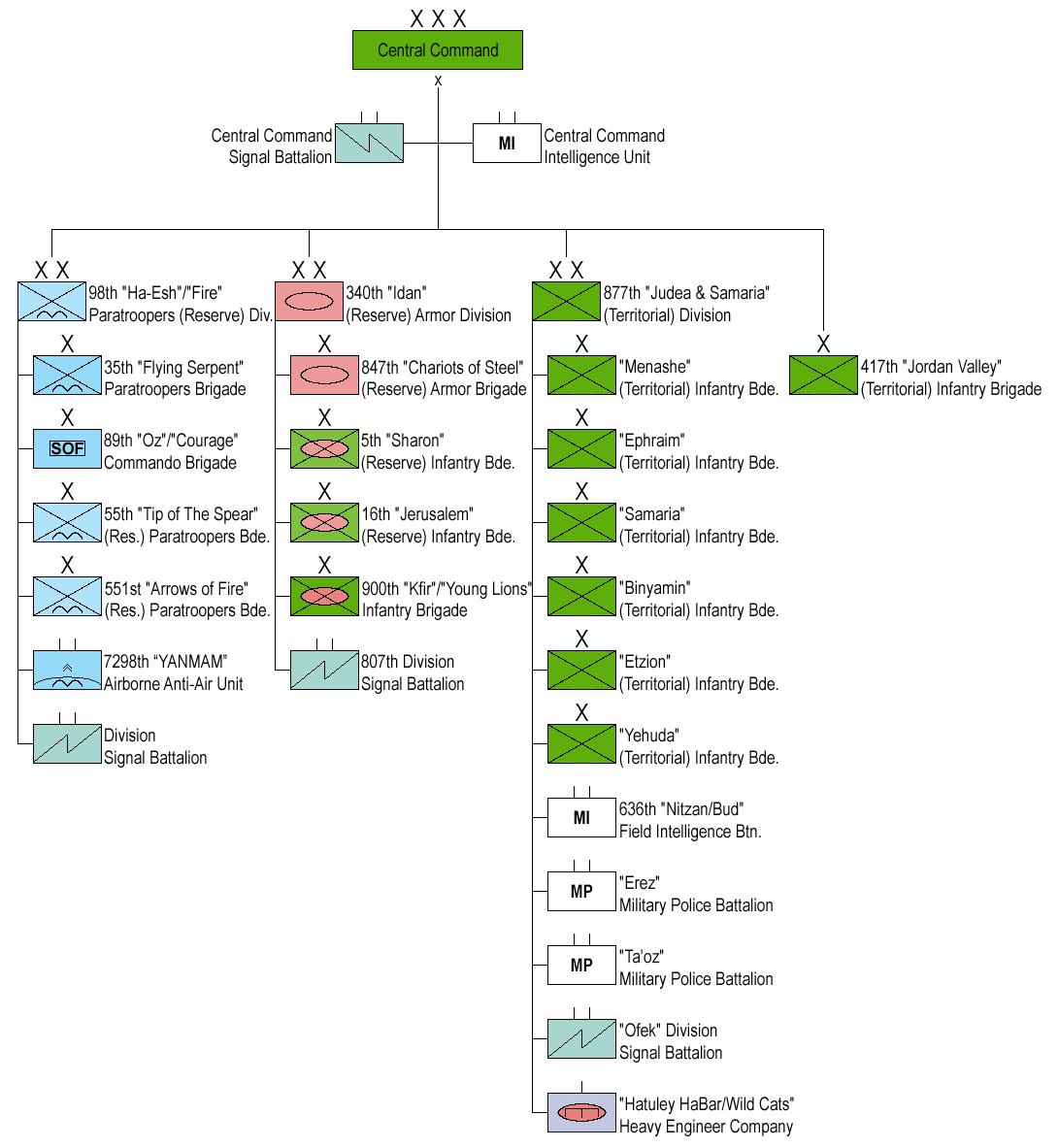
Estructura del Mando Central (en inglés)

- Cuartel General del Cuerpo Central
- 162° División Acorazada "Ha-Plada"/"El Acero" (Regular) 
  - 401° Brigada Acorazada "I'kvot Ha-Barzel"/"Hierro"
  - 933° Brigada de Infantería "Nahal"
  - 900° Brigada de Infantería "Kfir"/"Joven León" (Los batallones están operativamente unidos a las brigadas regionales de la División de Cisjordania)
- 98° División de Paracaidistas "Ha-Esh"/"El Fuego" (Reserva)
  - Brigada Paracaidista 35 "Serpiente Voladora" (Regular)
  - 551° Brigada de Paracaidistas "Hetzei Ha-Esh"/"Flechas de Fuego" (Reserva)
  - 623° Brigada de Paracaidistas "Hod Ha-Hanit"/"Jefe de la Lanza" (Reserva)
- División de Cisjordania (Unidad Territorial)
- Dos Divisiones Acorazadas de Reserva, incluye la 340° División Acorazada "Idan"
- 5004° Unidad de Apoyo Logístico "Mando Central"
- Batallón de Comunicaciones del Mando Central
- Batallón de Ingenieros & Construcción
- Batallón de Inteligencia de Campo "Nitzan"/"Brote"
- Batallón de Policía Militar "Erez"
- Batallón de Policía Militar "Ta’oz"